# العلاقات الإكوادورية الصينية
العلاقات الإكوادورية الصينية هي العلاقات الثنائية التي تجمع بين الإكوادور والصين.

## مقارنة بين البلدين
هذه مقارنة عامة ومرجعية للدولتين:
| وجه المقارنة                                              | الإكوادور                      | الصين                    |
| --------------------------------------------------------- | ------------------------------ | ------------------------ |
| المساحة (كم2)                                             | 283.56 ألف                     | 9.60 مليون               |
| عدد السكان (نسمة)                                         | 16.62 مليون                    | 1.33 مليار               |
| الكثافة السكانية (ن./كم²)                                 | 58.61                          | 138.54                   |
| العاصمة                                                   | كيتو                           | بكين                     |
| اللغة الرسمية                                             | اللغة الإسبانية، كيشوا ‏، شوار ‏ | اللغة الصينية القياسية   |
| العملة                                                    | دولار أمريكي، سوكري إكوادوري   | رنمينبي                  |
| الناتج المحلي الإجمالي (بليون دولار)                      | 103.06 مليار                   | 12.24 تريليون            |
| الناتج المحلي الإجمالي (تعادل القوة الشرائية) بليون دولار | 185.24 مليار                   | 19.82 تريليون            |
| الناتج المحلي الإجمالي الاسمي للفرد دولار أمريكي          | 6.21 ألف                       | 8.03 ألف                 |
| الناتج المحلي الإجمالي للفرد دولار أمريكي                 | 11.37 ألف                      | 13.21 ألف                |
| مؤشر التنمية البشرية                                      | 0.746                          | 0.728                    |
| رمز المكالمات الدولي                                      | +593                           | +86                      |
| رمز الإنترنت                                              | .ec                            | .cn، .中国 ‏، .中國 ‏      |
| المنطقة الزمنية                                           | 00                             | توقيت الصين، ت ع م+08:00 |

## مدن متوأمة
في ما يلي قائمة باتفاقيات التوأمة بين مدن إكوادورية وصينية:
- ترتبط باباويو مع كينجتونغشيا باتفاقية توأمة.
- ترتبط كوينكا مع هوايان باتفاقية توأمة منذ 20 أبريل 1993.
- ترتبط غواياكيل مع شانغهاي باتفاقية توأمة منذ 2001.

## منظمات دولية مشتركة
يشترك البلدان في عضوية مجموعة من المنظمات الدولية، منها:
| علم المنظمة | اسم المنظمة                                                | تاريخ انضمام الإكوادور | تاريخ انضمام الصين |
| ----------- | ---------------------------------------------------------- | ---------------------- | ------------------ |
|             | مؤسسة التنمية الدولية                                      | 7 نوفمبر 1961          | 24 سبتمبر 1960     |
|             | يونسكو                                                     | 22 يناير 1947          | 4 نوفمبر 1946      |
|             | وكالة ضمان الاستثمار متعدد الأطراف                         | 12 أبريل 1988          | 30 أبريل 1988      |
|             | الأمم المتحدة                                              | 21 ديسمبر 1945         | 25 أكتوبر 1971     |
|             | العملية المشتركة للاتحاد الأفريقي والأمم المتحدة في دارفور | ?                      | ?                  |
|             | الفريق المعني برصد الأرض                                   | ?                      | ?                  |
|             | الاتحاد البريدي العالمي                                    | ?                      | ?                  |
|             | البنك الدولي للإنشاء والتعمير                              | 28 ديسمبر 1945         | 27 ديسمبر 1945     |
|             | المنظمة الهيدروغرافية الدولية                              | ?                      | ?                  |
|             | الاتحاد الدولي للاتصالات                                   | 17 أبريل 1920          | 1 سبتمبر 1920      |
|             | منظمة حظر الأسلحة الكيميائية                               | ?                      | ?                  |
|             | مؤسسة التمويل الدولية                                      | 20 يوليو 1956          | 15 يناير 1969      |
|             | منظمة التجارة العالمية                                     | ?                      | 11 ديسمبر 2001     |
|             | منظمة الشرطة الجنائية الدولية                              | ?                      | ?                  |

## وصلات خارجية
- موقع وزارة الخارجية الإكوادورية
- موقع وزارة الخارجية الصينية